# Comrade (cheval)
Pour les articles homonymes, voir Comrade.
Comrade (1917-1928) est un cheval de course pur-sang anglais, gagnant de la première édition du Prix de l'Arc de Triomphe en 1920. 

## Carrière de course
Acquis pour une poignée de guinées, 26 exactement, par Evremond de Saint-Alary, qui partageait son écurie entre la France et l'Angleterre, Comrade fut confié aux bons soins du célèbre entraîneur Peter Gilpin, l'homme de la phénoménale Pretty Polly qui défraya la chronique quinze ans plus tôt. Invaincu en trois courses à 2 ans en 1919, il traversa la Manche pour décrocher ce qui était la alors la course la plus importante de France, le Grand Prix de Paris. Il revint ensuite pour inaugurer le palmarès d'une course nouvellement créée et appelée à devenir la plus grande course du monde, le Prix de l'Arc de Triomphe, l'emportant par une longueur face aux 6 ans King's Cross.

## Origines

### Pedigree
| Origines de Comrade (IRE), mâle bai brun né en 1917 | Origines de Comrade (IRE), mâle bai brun né en 1917 | Origines de Comrade (IRE), mâle bai brun né en 1917 | Origines de Comrade (IRE), mâle bai brun né en 1917 |
| --------------------------------------------------- | --------------------------------------------------- | --------------------------------------------------- | --------------------------------------------------- |
| Père Bachelor's Double                              | Tredennis                                           | Kendal                                              | Bend Or                                             |
| Père Bachelor's Double                              | Tredennis                                           | Kendal                                              | Windermere                                          |
| Père Bachelor's Double                              | Tredennis                                           | St Marguerite                                       | Hermit                                              |
| Père Bachelor's Double                              | Tredennis                                           | St Marguerite                                       | Devotion                                            |
| Père Bachelor's Double                              | Lady Bawn                                           | Le Noir                                             | Isonomy                                             |
| Père Bachelor's Double                              | Lady Bawn                                           | Le Noir                                             | Knavery                                             |
| Père Bachelor's Double                              | Lady Bawn                                           | Milady                                              | Kisber                                              |
| Père Bachelor's Double                              | Lady Bawn                                           | Milady                                              | Alone                                               |
| Mère Sourabaya                                      | Spearmint                                           | Carbine                                             | Musket                                              |
| Mère Sourabaya                                      | Spearmint                                           | Carbine                                             | Mersey                                              |
| Mère Sourabaya                                      | Spearmint                                           | Maid of The Mint                                    | Minting                                             |
| Mère Sourabaya                                      | Spearmint                                           | Maid of The Mint                                    | Warble                                              |
| Mère Sourabaya                                      | Sirenia                                             | Gallinule                                           | Isonomy                                             |
| Mère Sourabaya                                      | Sirenia                                             | Gallinule                                           | Moorhen                                             |
| Mère Sourabaya                                      | Sirenia                                             | Concussion                                          | Reverberation                                       |
| Mère Sourabaya                                      | Sirenia                                             | Concussion                                          | Astwith (famille 19-c)                              |